# Oued El Alenda
Oued El Alenda (en bereber: ⵡⴰⴷ ⵄⵍⴻⵏⴷⴰ; en árabe: وادي العلندة‎) es un municipio (baladiyah) de la provincia o valiato de El Oued en Argelia. En abril de 2008 tenía una población censada de 6830 habitantes.
Se encuentra ubicado al este del país, entre la cordillera del Atlas y el desierto del Sahara, y cerca de la frontera con Túnez.